# ホッラムシャフル
ホッラムシャフル（ペルシア語: خرمشهر; Khorramshahr）は、イラン南西部のフーゼスターン州にある港湾都市。アーバーダーンの北10kmに位置する。シャッタルアラブ川にカールーン川（Karun）が合流してくる近辺の右岸に位置する。日本の公文書では、ホラムシャハルと呼ばれる。かつてはムハンマラ（Mohammerah）という市名だった。

## 歴史
古代においては現在のホッラムシャフルの市域はペルシャ湾の海底であった。その後、カールーン川が形成する湿地帯となった。ダイラム人のブワイフ朝の君主アドゥドゥッダウラはシャッタルアラブ川とカールーン川を結ぶ運河の掘削を命じた。
町が形成されたのは遅く、1812年である。カールーン川に蒸気船の運航が開始された。町は港に作られた赤土の砦からムハンマラ（赤いの意）と呼ばれた。1930年代以降、地名が再検討されホッラムシャフル（心地よい町の意）と改められた。
イラン・イラク戦争が始まる前はホッラムシャフルは人口22万人とイランでも最も急成長した都市となり、主要な港湾都市となっていた。アーバーダーンと共にイランの富裕層が集まり、様々な国から来た人々が行き交う国際都市となっていた。1976年6月には日本が当地に総領事館を設置することを定めて、翌1977年1月に総領事館が開設された。
1979年にイラン革命が起こるとフーゼスターン州には反革命勢力が集まりイラクと結んでホッラムシャフルで爆弾テロを繰り返した。そしてイラン・イラク戦争が始まるとホッラムシャフルは両軍の最初の激戦地となった。1980年10月26日、ホッラムシャフルはイラク軍に占領され11月10日には完全に支配下に置かれた。市民は脱出しイラク兵を除けばゴーストタウンと化し（日本の総領事館も1981年に閉鎖）、1982年にイラン軍がフーゼスターン州を奪回するベイトル＝モガッダス作戦を発動するまでイラク軍の占領状態が続いた。同年4月24日に開始されたイラン軍のホッラムシャフル奪回は、ホッラムシャフル解放戦を参照されたい。
イラン・イラク戦争末期にはホッラムシャフルはサッダーム・フセインによって徹底的に破壊された。フーゼスターン州のアフヴァーズやアーバーダーンも破壊されたが、最前線のホッラムシャフルほど廃墟となった町はない。そのためホッラムシャフルは現在でもイランにおいて英雄的な町とされている。今日でも戦争の爪痕は深く残っているが、以前ほどの活況はないものの石油産業が再び起こっている。